# (8422) Mohorovičić
(8422) Mohorovičić  es un asteroide perteneciente al cinturón de asteroides, descubierto el 5 de diciembre de 1996 por el Observatorio Astronómico de Farra d´Isonzo desde el propio Observatorio de Farra d´Isonzo, en Italia.

## Designación y nombre
Mohorovičić se designó inicialmente como 1996 XJ26.
Más adelante fue nombrado en honor al meteorólogo y sismólogo croata Andrija Mohorovičić (1857-1936).

## Características orbitales
Mohorovičić orbita a una distancia media del Sol de 2,9580 ua, pudiendo acercarse hasta 2,5790 ua y alejarse hasta 3,3371 ua. Tiene una excentricidad de 0,1281 y una inclinación orbital de 3,0750° grados. Emplea en completar una órbita alrededor del Sol 1858 días.

## Características físicas
Su magnitud absoluta es 13,8. Tiene 5,421 km de diámetro. Su albedo se estima en 0,239.